# Корбато, Фернандо Хосе
Фернандо Хосе Корбато (исп. Fernando José Corbató; 1 июля 1926, Окленд (Калифорния) — 12 июля 2019) — американский учёный, сотрудник Массачусетского Вычислительного центра.
Член Национальной инженерной академии США (1976).
Получил степень бакалавра в Калифорнийском технологическом институте в 1950 году и степень Ph.D в Массачусетском технологическом институте по физике в 1956 году. С 1962 года доцент в Массачусетском технологическом институте, повышен в должности до профессора в 1965 году, был заместителем заведующего кафедрой компьютерных наук и инженерии в 1974—1978 и 1983—1993 годах. Работал в Массачусетском технологическом до ухода на покой.
В 1961 году Фернандо Корбато и его команда воплотили идеи Морса о системах разделения времени и представили программный пакет Compatible Time-Sharing System (CTSS). За эту работу Корбато получил в 1990 году премию Тьюринга.
В информатике существует закон, носящий его имя, — «Закон Корбато». «Закон Корбато» гласит: «Количество строк кода, которые может написать программист за определенное время не зависит от используемого языка программирования».
Умер 12 июля 2019 года в Ньюбери-порт, штат Массачусетс в возрасте 93 лет от осложнений вызванных диабетом.
Корбато был дважды женат. От первого брака с Изабель имел двух дочерей — Кэролин и Нэнси. В браке со второй женой, Эмили, воспитывал двоих пасынков — Дэвида и Джейсона Гишей.

## Награды
- Премия Уоллеса Макдауэлла (1966)
- Мемориальная премия Гарри Гуда (1980)
- Премия Тьюринга (1990)
- C&C Prize (1998)
- Fellow Awards (2012)